# Lijst van oorlogsmonumenten in Oldebroek
De Nederlandse gemeente Oldebroek heeft 5 oorlogsmonumenten. Hieronder een overzicht.
| Nr.                             | Object                                         | Herdachte groep | Ontwerper                  | Onthulling       | Type             | Locatie                                          | Plaats        | Coördinaten                   | Foto              |
| ------------------------------- | ---------------------------------------------- | --- | -------------------------- | ---------------- | ---------------- | ------------------------------------------------ | ------------- | ----------------------------- | ----------------- |
| 2065                            | Herdenkingsmonument                            | allen, militairen in dienst van het Ned. Kon. na 1945, militairen in dienst van het Ned. Kon. 1940-1945, burgerslachtoffers, vervolgden Nederland, verzet Nederland | J. Dingemanse (21-11-1929) | 4 mei 1990       | gedenksteen      | Meidoornpassage 16, 8091 KS                      | Wezep         | 52° 27' 43" NB, 5° 59' 55" OL |                   |
| 3519                            | V1-monument                                    | algemeen | Willem Bultman             | 27 februari 2010 | gedenksteen      | Schiksweg 12, 8097 SG                            | Oosterwolde   | 52° 27' 57" NB, 5° 53' 30" OL |                   |
| 4351                            | Herdenkingsmonument Treinbeschieting 20-6-1944 | burgerslachtoffers |                            | 11 november 2020 | zuil             | Oude kerkweg, 8094 PN                            | Hattemerbroek |                               |                   |
| Dit oorlogsmonument op Wikidata | Erehof Oosterwolde                             | geallieerde militairen |                            |                  | grafmonument     | Oostendorpsestraatweg (Algemene begraafplaats)   | Oosterwolde   | 52° 27' 36" NB, 5° 53' 4" OL  | Meer afbeeldingen |
| Dit oorlogsmonument op Wikidata | Erehof Oldebroek                               | geallieerde militairen |                            |                  | grafmonument     | Mheneweg Zuid (Algemene begraafplaats)           | Oldebroek     | 52° 26' 49" NB, 5° 54' 59" OL | Meer afbeeldingen |
|                                 | Informatiepaneel crash locatie Lancaster LL955 | geallieerde militairen |                            |                  | informatiepaneel | Lancasterpad                                     | Oosterwolde   | 52° 28' 42" NB, 5° 52' 4" OL  |                   |
|                                 | Monument Halifax LV774                         | geallieerde militairen |                            |                  | kolom            | Nieuwe Zuidweg (artillerie Schietkamp Oldebroek) | Oldebroek     |                               |                   |

Aalten ·
Apeldoorn ·
Arnhem ·
Barneveld ·
Berg en Dal ·
Berkelland ·
Beuningen ·
Bronckhorst ·
Brummen ·
Buren ·
Culemborg ·
Doesburg ·
Doetinchem ·
Druten ·
Duiven ·
Ede ·
Elburg ·
Epe ·
Ermelo ·
Harderwijk ·
Hattem ·
Heerde ·
Heumen ·
Lingewaard ·
Lochem ·
Maasdriel ·
Montferland ·
Neder-Betuwe ·
Nijkerk ·
Nijmegen ·
Nunspeet ·
Oldebroek ·
Oost Gelre ·
Oude IJsselstreek ·
Overbetuwe ·
Putten ·
Renkum ·
Rheden ·
Rozendaal ·
Scherpenzeel ·
Tiel ·
Voorst ·
Wageningen ·
West Betuwe ·
West Maas en Waal ·
Westervoort ·
Wijchen ·
Winterswijk ·
Zaltbommel ·
Zevenaar ·
Zutphen